# Linea di sangue (film 1979)
Linea di sangue (Bloodline) è un film del 1979 diretto da Terence Young.
Il film, che è basato sul racconto Bloodline di Sidney Sheldon, ebbe poco successo, sia di critica che di pubblico.

## Trama
Sam Roffe, presidente di una grande industria farmaceutica, muore a causa di un incidente in montagna, lasciando a sua figlia Elizabeth un'eredità da un miliardo di dollari. La donna si trova improvvisamente a dover gestire l'impero industriale del padre e a far fronte all'insistenza sia dei suoi avidi e superficiali parenti sia dei membri del consiglio di amministrazione della società che, al contrario, vorrebbero vendere le industrie del defunto per trarne guadagno.
Nella sua qualità di nuovo presidente dell'impero finanziario Roffe, Elizabeth si rifiuta di vendere la società sul mercato, cosa che impedisce pertanto ai membri del consiglio di trarre i guadagni sperati. La sua decisione è appoggiata dall'amministratore delegato Rhys Williams, un consulente americano che era stato il più fedele collaboratore del defunto. Ben presto Elizabeth si innamora di Williams e gli propone di sposarla, concedendogli ampia libertà di gestione dell'azienda. 
Nel frattempo, l'inchiesta sull'incidente occorso  a Sam Roffe rivela che in realtà egli è stato assassinato. Elizabeth incarica del proseguimento delle indagini l'ispettore Max Hornung, il quale, dopo alcune ricerche, la informa che i sospettati sono molti: dai membri del consiglio di amministrazione delle industrie paterne, ai familiari della donna, fino allo stesso Rhys Williams, sulla cui figura esistono molti punti oscuri.
Dopo diversi attentati falliti alla sua vita, Elizabeth comprende che non può più fidarsi di nessuno, né dei parenti, né del marito. Sono tutti sospettati. La soluzione del caso giunge mentre Elizabeth si è rifugiata nella villa di famiglia in Sardegna. Raggiunta dall'assassino, che ha appiccato il fuoco all'abitazione, viene salvata dall'intervento in extremis dell'ispettore Hornung.

## Produzione
Sheldon aveva creato il personaggio di Elizabeth immaginandolo come quello di una giovane donna sui trent'anni. Quando Audrey Hepburn fu scritturata per il ruolo, aveva una cinquantina d'anni. Sheldon ritoccò quindi il suo racconto per rendere il personaggio più anziano.
Le sequenze ambientate in Sardegna furono girate tra l'Aeroporto di Olbia e il promontorio di Punta Volpe a Porto Rotondo, dove si trova la villa utilizzata nelle riprese.